# Heteroscyphus brassii
Heteroscyphus brassii là một loài rêu tản trong họ Geocalycaceae. Loài này được (Grolle) Grolle miêu tả khoa học lần đầu tiên năm 1984.